# Anna.Luca

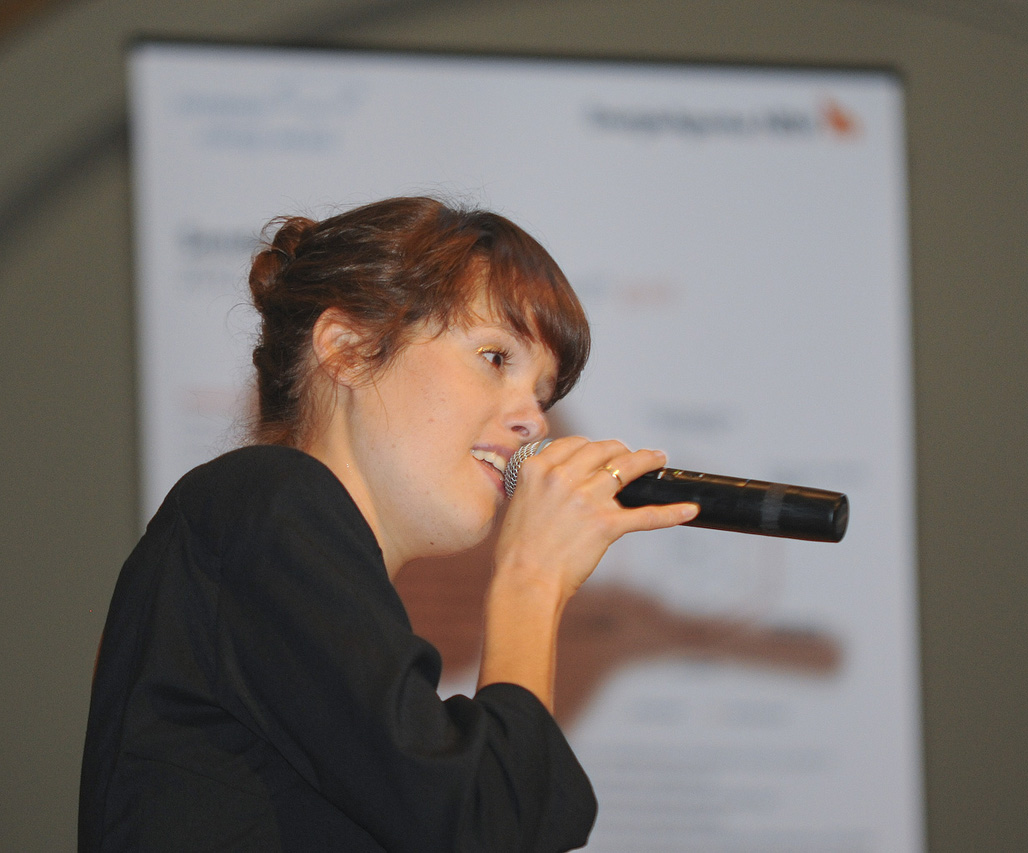
Anna.Luca (2011)

Anna.Luca (* 1983 in Deutschland) ist eine deutsch-schwedische Popjazzmusikerin (Gesang, Songwriting).

## Leben und Wirken
Anna.Luca wuchs in Schweden in einer Familie klassischer Musiker auf. Bereits mit vier Jahren begann sie mit dem klassischen Klavierunterricht. Daneben suchte sie als Jugendliche nach weiteren Ausdrucksformen und begann, mit ihrer Stimme zu arbeiten und Lieder zu schreiben. Dabei experimentierte sie mit Popmusik, Hip-Hop und elektronischer Musik, bevor sie die Möglichkeiten des Jazz entdeckte. Zunächst begann sie ein Klavierstudium; dann studierte sie Jazzgesang an der Hogeschool vor de kunsten Arnhem.
Während des Studiums lernte Anna.Luca Christian Mohrhenn kennen, ihren späteren Mann, mit dem sie seit 2007 im Nu-Jazz-Projekt Club des Belugas als Anna-Luca sang. 2012 veröffentlichte sie ihr erstes Soloalbum Listen and Wait. Das mit dem Quartett Small Friendly Giant eingespielte gleichnamige Album (2020) wurde nach dem Verkaufsstart in der WDR 3-Kultursendung „Resonanzen“ als Platte der Woche ausgewählt.
Weiterhin verfasste Anna.Luca, die zudem zwei Söhne großzog, Film- und Fernsehmusik und arbeitet als Dozentin für Songwriting und Gesang. Ferner leitet sie den Chor der Menschenrechte.

## Diskographische Hinweise
- Club des Belugas Feat Anna.Luca & Brenda Boykin: Live (Chinchin Records 2010)
- Listen and Wait (Chinchin Records 2012)
- Small Friendly Giant (Frutex Tracks 2020, mit Roman Babik, Hanno Busch, Yonga Sun)